# 2032年夏季奥林匹克运动会
第三十五屆夏季奥林匹克運動會（英語：the Games of the XXXV Olympiad），又稱為2032布里斯本奥运会，预计於2032年7月23日至8月8日在澳大利亞布里斯本舉行。
2020年東京奧運開幕前夕，在2021年7月21日日本東京舉行的國際奧委會第138次大會上選出布里斯本為該屆主辦城市，是自2019年6月新申辦方式通過後首個主辦城市，亦是自1984年洛杉磯奧運以來首個未有競爭對手的申辦城市。這是繼2000年雪梨奧運後32年後澳大利亞再次舉辦夏季奧運，是繼美國後第二個在國內三座不同城市舉辦夏季奧運的國家，同時也是第四個三度舉辦夏季奧運的國家。

## 申辦
2021年2月24日国际奥委会宣布，接受“奥运会举办地委员会”的推荐，澳大利亚布里斯班成为2032年夏奥会首选举办城市。
| 布里斯班 |  | 72 | 5 | 3 |

## 組織
布里斯班奧林匹克、帕拉林匹克競技大會組織委員會由昆士蘭州政府成立，並依主辦城市契約規定去計畫、組織、籌備奧帕運會賽事。

## 籌備
从2021年被选为2032年夏季奥运会主办城市开始，布里斯班有11年的时间准备奥运会。布里斯班申办的前提是，举办奥运会所需的场馆80%以上已经是现有的基础设施。2019年的一项可行性研究表明，举办奥运会需要州和联邦资金超过9亿澳元。该竞标于2019年获得了联邦政府的支持。

### 場地興建與翻新
大多数奥运会场馆都是现有的或正在进行翻新和升级。大多数新场馆将位于布里斯班地区，例如规划中的位于羅馬街的布里斯本現場区域。布里斯班生活区将容纳1.7-1.8万人的竞技场作为其中心，并将用于举办水上运动等活动。该辖区还将包括罗马街下的一个新火车站。该区域建设成本约为20亿澳元，预计竣工日期为2024年。

2021 年 4 月，昆士兰州州长表示，如果布里斯班获得奥运会主办权，布里斯本板球場 将进行约 10 亿澳元的重建，以用作主体育场，根据该协议，该体育场将被“完全拆除”并扩大至可容纳5万人，还将建造一个新的步行广场，提议将其作为奥运会期间的公共庆祝活动场所。昆士兰自由国家党议员特德·奥布莱恩表示，这次翻修与之前的声明相矛盾，即此次申办将“没有大的、新的、华而不实、光鲜亮丽的投资”。

### 基礎設施

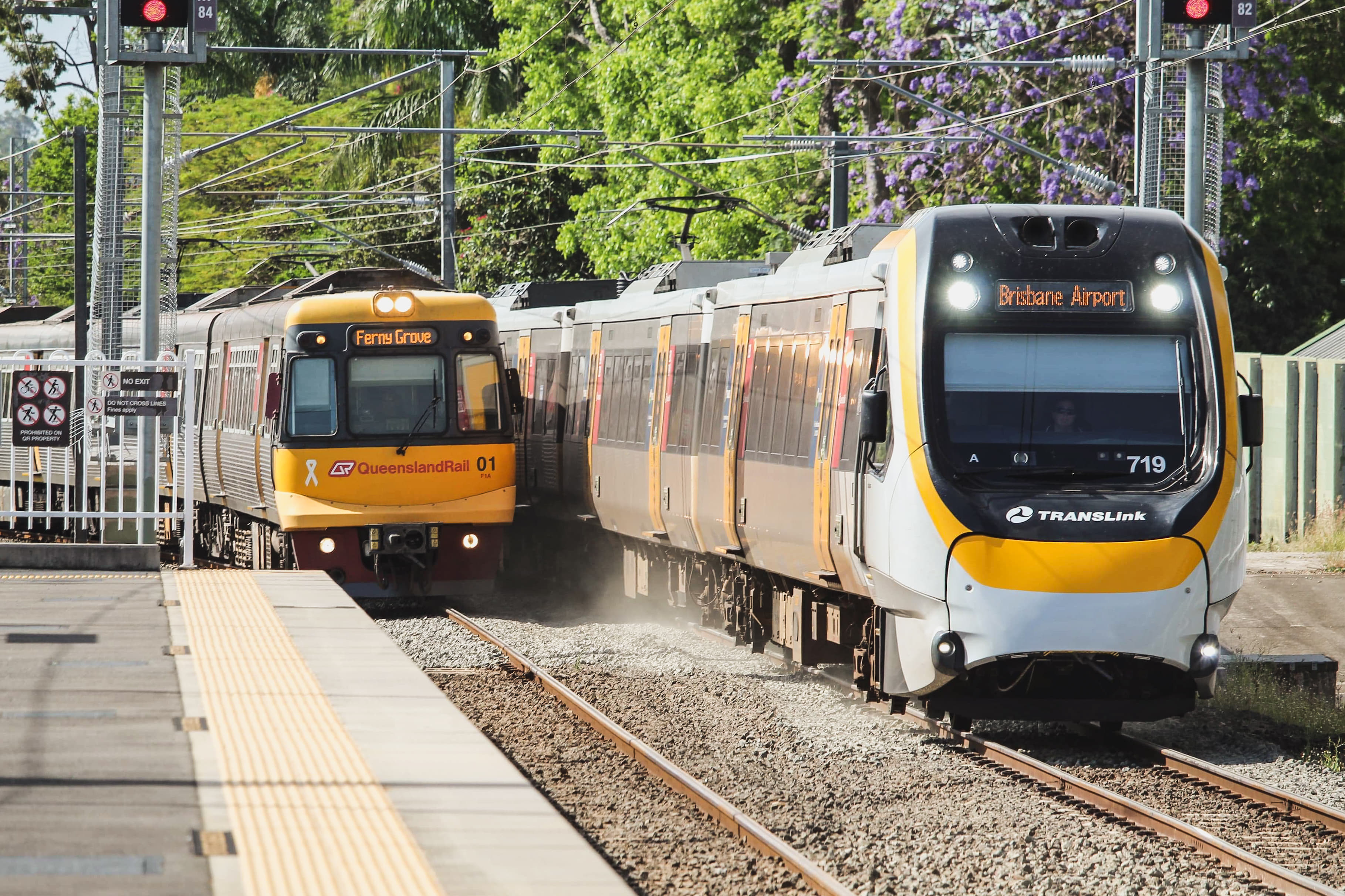
2018年昆士蘭鐵路城市網絡上的列車

截至 2021 年，布里斯班还有许多与奥运会相关的基础设施项目正在建设或规划中。跨河铁路计划于2024年竣工，是一条穿越布里斯班市中心的地下铁路项目，目前正在建设中。跨河铁路将在布里斯班河下开发一条新铁路线，并重建布里斯班中央商务区的多个车站，耗资超过 50 亿澳元。该项目计划于2023年完工。
布里斯班市长提议将位于南布里斯班137 号的玻璃工厂重新开发为国际广播中心。
主要运动员村将建在汉密尔顿。

## 比賽場地
場地將位於昆士蘭州東南部的三個區域：包括身為主辦城市的布里斯本以及鄰近的黃金海岸和陽光海岸。另外有五個城市將舉辦足球預賽，包括昆士蘭州的凱恩斯、圖翁巴和湯斯維爾。墨爾本和雪梨-澳洲兩個分別於1956年和2000年舉辦奧運的城市—也將舉辦足球預賽。

## 比賽項目
根據國際奧委會現行政策，夏季奧運會的項目包括在兩屆奧運會之間堅持的“28項核心”項目，其他項目可以在國際奧委會和組委會的支持下納入（在最大運動員人數範圍內），以提高當地人的興趣和獲取獎牌的機會。
各種管理組織已宣布計劃爭取將體育項目加入2032年夏季奧運會：
- 2021年2月，澳洲壘球協會（英语：Softball Australia）、澳洲棒球協會（英语：Baseball Australia）和世界棒壘球總會支持棒球和壘球成為2028年和2032年賽程的一部分[15]。澳洲棒球協會的CEO格倫·威廉斯（英语：Glenn Williams）指出，2020年夏季奧運會棒球和壘球的轉播觀眾人數創下歷史新高，澳洲壘球協會主席Richard Lindell也支持將體育項目重新納入夏季奧運會的永久項目[16]。這兩個項目都在奧運會上為澳洲贏得了獎牌，提議中的阿爾比恩區Breakfast Creek Sports Precinct棒球專用場地將支持他們的申辦[17]。

- In July 2021, International Rugby League (IRL) chair Troy Grant stated that pursuing rugby league for Queensland 2032 was a "priority" for the organisation, with a particular focus on rugby league nines for the Olympics and wheelchair rugby league for the Paralympics.[18]Queensland has a popular rugby league fanbase.[19]
- In August 2021, the International Cricket Council (ICC) announced the establishment of a working group to pursue cricket for the Los Angeles 2028 and/or Brisbane 2032 Summer Olympics, including representatives from USA Cricket, the Asian Cricket Council, England and Wales Cricket Board (ECB), and Zimbabwe Cricket. The bid has also received backing from the Board of Control for Cricket in India (BCCI). Cricket is one of the most popular sports in Australia, and Cricket Australia is one of the 12 full members of the ICC.[20][21]
- In August 2021, World Netball announced that it would pursue the inclusion of netball, with backing from Netball Australia. The country has won the Netball World Cup eleven times since its inception. While the bid faces a potential obstacle from the IOC's current policy of gender balancing - women's netball is more prominent at the elite level than the men's game - men's netball has seen growth in recent years.[22]

## 轉播單位
- 巴西 – 環球集團[23]
- 日本 – 日本廣播聯合體[24]
- – JTBC[25]
- 美国 – NBC環球[26]
- 中國 - 中央广播电视总台[27]
- 加拿大 – CBC/Radio-Canada[28]

## 外部連結
- 2032年布里斯班奥运会国际奥委会官网 （页面存档备份，存于）